# Брендівайн (Меріленд)
Брендівайн (англ. Brandywine) — переписна місцевість (CDP) в США, в окрузі Графство принца Георга штату Меріленд. Населення — 10 550 осіб (2020).

## Географія
Брендівайн розташований за координатами 38°41′33″ пн. ш. 76°52′59″ зх. д. / 38.69250° пн. ш. 76.88306° зх. д. (38.692555, -76.883009).  За даними Бюро перепису населення США в 2010 році переписна місцевість мала площу 54,68 км², з яких 54,42 км² — суходіл та 0,26 км² — водойми.

## Демографія
Згідно з переписом 2010 року, у переписній місцевості мешкало 6719 осіб у 2258 домогосподарствах у складі 1784 родин. Густота населення становила 123 особи/км².  Було 2386 помешкань (44/км²).
Расовий склад населення:
| - 72,2 % — чорних або афроамериканців - 20,2 % — білих - 2,1 % — азіатів - 0,6 % — корінних американців - 2,2 % — осіб інших рас |

До двох чи більше рас належало 2,8 %. Частка іспаномовних становила 4,4 % від усіх жителів.
За віковим діапазоном населення розподілялося таким чином: 27,0 % — особи молодші 18 років, 64,5 % — особи у віці 18—64 років, 8,5 % — особи у віці 65 років та старші. Медіана віку мешканця становила 37,9 року. На 100 осіб жіночої статі у переписній місцевості припадало 93,9 чоловіків;  на 100 жінок у віці від 18 років та старших — 90,1 чоловіків також старших 18 років.
Середній дохід на одне домашнє господарство  становив 123 351 долар США (медіана — 118 370), а середній дохід на одну сім'ю — 128 984 долари (медіана — 121 619). Медіана доходів становила 60 776 доларів для чоловіків та 68 519 доларів для жінок. За межею бідності перебувало 3,5 % осіб, у тому числі 3,0 % дітей у віці до 18 років та 9,4 % осіб у віці 65 років та старших.
Цивільне працевлаштоване населення становило 4891 осіб. Основні галузі зайнятості: публічна адміністрація — 26,0 %, освіта, охорона здоров'я та соціальна допомога — 17,5 %, науковці, спеціалісти, менеджери — 11,4 %, роздрібна торгівля — 9,9 %.